# 반향어
반향어(Echolalia)는 다른 사람이 발설한 말을 그대로 따라 말하는 증상이다. 동일인이 반복해서 하는 말은 동어반복(palilalia)이라고 한다. 정확히 알지도 못하면서 모방하는 행위이다. 즉각적으로 따라 말하는 경우가 있고 시간이 지연된 뒤 따라 말하는 경우도 있다.
자폐 스펙트럼, 투렛 증후군 등 수많은 케이스에서 발생한다. 일부 형태의 치매, 실어증에서도 관찰된다.

## 징후 및 증상
반향어는 자극 직후 발생하는 즉각적 반향어(immediate echolalia)와 자극 발생 얼마 후 발생하는 지연적 반향어(delayed echolalia)로 나뉜다. 즉각적 반향어는 단기 기억(short-term memory)과 "피상적 언어 처리(superficial linguistic processing)"로부터의 정보를 빠르게 회상하는 것에서 유래한다. 즉각적 반향어가 소아에게 전형적으로 나타나는 것은 다음과 같다. 아동에게 "저녁 원하니?"라고 물으면 아동은 이를 반향하여 똑같이 "저녁 원하니?"라고 답하며, 약간의 멈춤 이후에 "네, 저녁은 뭘로 해요?"라고 답한다. 지연적 반향어에서는 환자가 단어나 문장이나 복합 문장을 몇 시간 혹은 몇 년 후에 반복한다. 즉각적 반향어는 발달장애(developmental disorder)가 있다는 지표가 될 수 있지만 반드시 그런 것은 아니다.
'완화 반향어(Mitigated echolalia)'는 원래 자극이 다소 대체되는 반복을 말하며, '주위 반향어(ambient echolalia)'는 보통 치매 환자에게서 발생하며, 배경에 TV 프로그램이 방영되는 것과 같은 환경적 자극의 반복을 말한다.
완화 반향어 사례는 대명사 변화나 구문 수정이 있다. 대명사 변화는 환자에게 "당신 어디 갑니까?(Where are you going?)"라고 물을 때 환자는 "나는 어디 갑니까?(Where am I going?)"라고 답하는 것이다. 구문 수정은 의사가 "나는 어디 갑니까?(Where are I going?)"라고 물을 때 환자는 "나는 어디 갑니까?(Where am I going?)"라고 수정 반복하는 것이다. 완화 반향어에서는 일부 언어 처리가 발생한다. 완화 반향어는 통합운동장애(dyspraxia) 및 실어증(aphasia of speech) 환자에게서 볼 수 있다.

## 같이 보기
- 사고장애